# Clarence (série télévisée d'animation)
Clarence est une série télévisée américaine en 130 épisodes de 11 minutes, créée par Skyler Page et diffusée entre le 14 avril 2014 et le 24 juin 2018 sur le réseau Cartoon Network.
La série décrit la vie quotidienne de Clarence, qui vit ses aventures quotidiennes et fait face aux problèmes avec optimisme.
En France, la série a été diffusée à partir du 6 septembre 2014 sur Cartoon Network.
Clarence a reçu un accueil mitigé par les critiques et a été nommée pour une Primetime Creative Arts Emmy Award en 2013.

## Synopsis
La série se concentre sur la vie quotidienne de Clarence Wendle, un garçon amusant et fougueux, et de ses meilleurs amis : Jeff, qui est le type le plus intellectuel, et Sumo, qui utilise souvent des mesures drastiques pour résoudre des problèmes.
Clarence vit avec sa mère divorcée Mary et son petit ami Chad dans la ville fictive d'Aberdale. Chaque épisode se concentre sur les situations et les problèmes de la vie quotidienne que Clarence et ses amis rencontrent, ainsi que sur leurs aventures quotidiennes et leurs expériences de vie.
D'autres personnages incluent des étudiants et des professeurs à Aberdale Elementary, l'école de Clarence. Certains épisodes se concentrent sur la vie de personnages secondaires, comme les citoyens d'Aberdale et les camarades de classe de Clarence.

## Distribution

### Voix originales
- Skyler Page : Clarence Wendle (épisodes 1-32, et 35-36)
- Spencer Rothbell : Clarence Wendle (saison 1-3)
- Sean Giambrone : Jeff Randell
- Tom Kenny : Ryan "Sumo" Sumouski
- Katie Crown : Mary Wendle, Melanie Baker, Brenda Shoop
- Eric Edelstein : Charles "Chad" Caswell III
- Roger Craig Smith : Belson Noles, Percy Dahmer
- Grace Kaufman : Chelsea Keezheekoni

### Voix françaises
- Emmanuel Dekoninck : Clarence Wendle
- Karin Clercq : Jeff Randell
- Jean-Michel Vovk : Ryan "Sumo" Sumouski
- Nathalie Hons : Mary Wendle
- Pablo Hertsens (saisons 1 et 2) puis Frédéric Clou (saison 3) : Charles "Chad" Caswell III
- Nicolas Matthys : Belson Noles, Percy Dahmer
- Julie Basecqz : Melanie Baker
- Version française :
  - Société de doublage : VSI Paris - Chinkel S.A
  - Direction artistique : Julie Basecqz, Nathalie Stas
  - Adaptation des dialogues : Julie Berlin-Semon

## Production

### Développement
La série Clarence est créée par Skyler Page, ancien préposé au storyboard des séries Adventure Time et Secret Mountain Fort Awesome. Cette série marque la cinquième série produite par un élève de la California Institute of the Arts (CalArts) sur la chaîne Cartoon Network,. Âgé de 24 ans, Page est le plus jeune créateur à posséder sa propre émission. Page développe ensuite sa série aux Cartoon Network Studios comme initiative de développement d'une série d'animation en 2012 ; deux autres séries, Steven Universe et Over the Garden Wall, ont également émergé de cette initiative. L'idée de base est conçue par Page, aux côtés du directeur de la création Nelson Boles, pendant leurs études à la CalArts. Le concept prend forme lorsque Page obtient un poste au studio ; l'épisode pilote est créée par une équipe composée de deux à trois membres. Après avoir été choisi par la chaîne, le scénario est rédigé par 30 à 35 artistes. L'animation est envoyée à la société Saerom (en), en Corée du Sud ; en avril 2014, Page et Boles estiment que 60 % de la première saison est achevée, bien qu'ils soient « trop occupé à respecter la date de programmation » pour y penser.
Selon le scénariste de la série Spencer Rothbell, Page voulait créer une émission évoquant des émotions réalistes, similaires aux cartoons des années 1990, avec une « petite touche de modernisme ». Page, lui, explique s'être inspiré des programmes avec lesquels il a grandi. Il explique également que la série, malgré l'aspect réaliste, présente également des éléments de fantastique. En juillet 2014, Page est renvoyé de la série et des Cartoon Network Studios, mais la série est programmée pour une continuité.

### Fiche technique
- Titre original : Clarence
- Création : Skyler Page
- Réalisation : Raymie Muzquiz (saison 1), Niki Yang, Vitaliy Strokous (saisons 2-3), Julia Vickerman (saison 3)
- Scénario : Spencer Rothbell, Skyler Page, Tony Infante, Sam Kremers-Nedell, Stephen P. Neary, Mark Banker, Nelson Boles, Patrick Harpin, Kelsy Abbott, Katie Crown, Nick Kocker, John Bailey Owen, Nick Cron-DeVico, Ben Mekler, Yvette Kaplan, Charlie Gavin, Raymie Muzquiz, David Ochs, Alan Hanson, Joe Tracz, Vitaliy Strokous.
- Direction artistique : Martin Ansolabehere
- Casting : Kristi Reed
- Musique : Simon Panrucker, James L. Venable
- Production :
- Sociétés de production :
- Sociétés de distribution : Cartoon Network (États-Unis), Cartoon Network (France)
- Pays d'origine :  États-Unis
- Langue originale : anglais
- Format : couleur - 1,78:1 - son Dolby Digital
- Genre : Série d'animation
- Nombre de saisons : 3
- Nombre d'épisodes : 130
- Durée : 11 minutes
- Dates de première diffusion :
  - États-Unis : 14 avril 2014.
  - France : 6 septembre 2014.

### Diffusion internationale
Aux États-Unis et au Canada, la série est diffusée en simultané sur Cartoon Network. La première saison a été diffusée du 14 avril 2014 au 27 octobre 2015 ; la deuxième, du 18 janvier 2016 au 3 février 2017 ; et la troisième saison, du 10 février 2017 au 24 juin 2018.
En France, elle est diffusée sur Cartoon Network (France). La première saison a été diffusée du 6 septembre 2014 au 16 janvier 2016 ; la deuxième, du 28 mai 2016 au 25 mars 2017 ; et la troisième saison, du 23 décembre 2017 au 24 mars 2018.

## Épisodes
| Saison | Saison | Épisodes | Date de diffusion  | Date de diffusion  | Date de diffusion  | Date de diffusion  |
| Saison | Saison | Épisodes | Première diffusion | Dernière diffusion | Première diffusion | Dernière diffusion |
| ------ | ------ | -------- | ------------------ | ------------------ | ------------------ | ------------------ |
|        | Pilote | 1        | 17 février 2014    | 17 février 2014    | N/a                | N/a                |
|        | 1      | 51       | 14 avril 2014      | 27 octobre 2015    | 6 septembre 2014   | 16 janvier 2016    |
|        | 2      | 39       | 18 janvier 2016    | 3 février 2017     | 28 mai 2016        | 18 mars 2017       |
|        | 3      | 40       | 10 février 2017    | 24 juin 2018       | 23 décembre 2017   | 24 mars 2018       |
|        | Courts | 14       | 6 juillet 2015     | 24 juin 2018       | 10 juin 2016       | TBA                |

## Univers de la série

### Les personnages

#### Personnages principaux
- Clarence Wendle : C'est un garçon de 10 ans qui pense que tout va bien. Il est obèse et a une personnalité innocente, amusant et suscite la sympathie chez la plupart des gens, alors qu'il est incapable de ne pas aimer les autres et voit toujours le meilleur en chacun, sauf sa grand-mère qui a été jusqu'à présent la seule personne pour qui il ne peut pas ressentir de la sympathie. Il s'amuse avec ses deux meilleurs amis Jeff et Sumo, qui le rendent heureux. Sa garde-robe est un t-shirt vert avec des manches violettes, un short bleu et des chaussures bleu foncé.
- Jeffrey « Jeff » Randell : Le meilleur ami de Clarence, 10 ans. Sa tête est cubique et son corps est extrêmement mince, il a de meilleures notes que Clarence et la plupart d'entre eux bien que, contrairement à ce qu'il aime à croire, il a une intelligence moyenne comme le montre l'épisode « Un élève moyen ». C'est un perfectionniste à un niveau obsessionnel et très organisé avec tout ce qu'il fait et planifie. D'habitude, il est timide, il a peur de la saleté ou des germes. Il vit avec sa mère, une femme corpulente et imposante mais gentille et sa petite amie, une hippie. Sa garde-robe est une chemise bleu clair, un short brun et des sandales bleues avec des chaussettes blanches.
- Ryan « Sumo » Sumouski : Deuxième meilleur ami de Clarence, 10 ans. C'est un vilain garçon, quelque chose de difficile à penser et aussi quelque chose de mauvais et de sauvage ; sa famille est la plus nombreuse et la plus humble du groupe, pour la même raison qu'il est le meilleur improvisateur ou à la recherche de la commodité au moment d'obtenir ce dont ils ont besoin car il est habitué aux travaux manuels et à chercher la forme à sauver. Sa garde-robe est un t-shirt noir, un short en jean et des chaussures marron. Il est chauve, parce que quand lui et Clarence se sont rencontrés, Sumo lui a demandé de se raser les cheveux, qui étaient longs et blonds. Il semble être amoureux de Chelsea, mais il refuse de l'admettre même s'ils ont déjà partagé un baiser lors d'une discussion animée.

#### Personnages secondaires
- Mary Wendle : la mère de Clarence. Après avoir rompu avec son ex-petit ami Damien, elle a déménagé à Aberdale avec son fils Clarence et son petit ami Chad. Comme son fils, elle est amicale, drôle et patiente. Elle s'occupe de Clarence avec beaucoup d'amour et lui demande de l'aider à faire le ménage en le déguisant en une sorte de jeu. Elle soutient son fils chaque fois qu'il a un problème et ne sait pas quoi faire. Mary travaille comme esthéticienne chez Hip Clips, un salon de coiffure.
- Charles « Chad » Caswell III : Le petit ami de Mary. Comme Clarence n'a aucun contact avec son père biologique, Chad est comme un père de substitution pour lui. Bien qu'il soit diplômé, Chad n'a pas d'emploi permanent, mais il gagne sa vie grâce à divers petits boulots, entre autres comme publiciste pour Hip Clips. La mère de Mary n'est pas vraiment impressionnée par lui, car contrairement à Damien, il n'est pas riche et n'a pas de voiture. Il aime jouer de la guitare et est passionné de musique rock.
- Belson Noles : Belson aime intimider ses camarades de classe, mais rarement physiquement, surtout verbalement. Il aime faire des farces aux autres et n'est pas très populaire à l'école, en raison de sa personnalité narcissique, superficielle et apathique. En dehors de ses amis, seul Clarence l'aime bien, ce qui est réciproque, mais Belson ne l'admettra jamais. Cependant, il a tenté à plusieurs reprises de détruire la réputation de Clarence, car il est jaloux de sa popularité. Néanmoins, Belson peut parfois être gentil avec les autres et il est doué artistiquement, puisqu'il a dessiné une bande dessinée sur un dauphin super-héros. Il porte le nom de Nelson Boles.
- Mlle Melanie Baker : L'enseignante de Clarence, qui parle très vite et beaucoup. Elle est serviable et compréhensive avec ses étudiants, mais elle est aussi souvent surchargée de travail et perd rapidement son sang-froid.
- Chelsea Keezheekoni : La deuxième meilleure élève de la classe et un garçon manqué. C'est une fille courageuse et directe qui prétend être "meilleure" que tous les garçons, et surtout meilleure que Sumo. Cependant (ou peut-être à cause de cela) elle a eu son premier baiser avec lui au fort des hommes.
- Breehn : Breehn est un ami de Jeff et l'élève le plus intelligent de la classe. Les bonnes notes sont très importantes pour lui, il apprend donc beaucoup et a une excellente formation générale. Comme Jeff, il est extrêmement prudent et enthousiaste. Malgré son allergie aux cacahuètes, il mange un sandwich au beurre de cacahuètes dans l'épisode « Le zoo », ce qu'il regrette par la suite.
- Percy Dahmer : Un garçon très sensible avec une voix faible et calme. Il semble également naïf puisqu'il a donné à Breehn un sandwich au beurre d'arachide malgré son allergie, Percy ne sachant pas que le beurre d'arachide est fait à partir d'arachides. Il passe la plupart de son temps libre avec Belson et ses amis. Comme ses parents, il a une forme ronde.
- Nathan : Un des amis de Belson. Il est fort, mais il manque de masse musculaire et d'intelligence. Il est donc utile et plus amical que Belson, qu'il ne soutient pas lorsqu'il va trop loin.
- Dustin Conway : Un autre ami de Belson. Il aime jouer aux jeux vidéo et au football. Il aime participer aux farces de Belson, mais comme Nathan, il a bon cœur.

## Accueil

### Audiences
À sa première diffusion, Clarence recense près de 2,3 millions de téléspectateurs américains. Son second épisode marque approximativement 2,4 millions de téléspectateurs.

### Réception critique
Dans une critique à trois étoiles, Emily Ashby, de Common Sense Media, a alerté les parents sur "une absurdité et une crudité similaires" à celles d'Adventure Time-bien que moins sévères-mais a loué la distribution comme étant "étrangement agréable".
Nancy Basile d'About.com a applaudi la longueur du dialogue et a estimé que les relations entre les personnages étaient dynamiques et authentiques, avec un peu de comédie. 
Whitney Matheson de USA Today a trouvé que Clarence combinait l'optimisme et l'humour surréaliste avec "juste ce qu'il fallait", et a encouragé les enfants et les parents à regarder sa première.
Dans Animation Magazine, Mercedes Milligan le décrit comme "une bouffée d'air frais des banlieues" et une célébration de l'enfance.
Nivea Serrao de TV Guide contrastait le spectacle avec la plupart des séries d'animation fantastiques.
Brian Lowry de Variety l'appelait "si excentrique et idiosyncratique qu'il est frais au toucher", bien qu'il foulât parfois le sol dans un "territoire usé", mais il trouvait les dessins des personnages peu attrayants.

## Distinctions

### Nominations
- Creative Arts Emmy Awards 2013 : Programme d'animation court format exceptionnel
- British Academy Children's Awards 2015 : International
- Annie Awards 2016 : Meilleure production animée de jeunesse à la télévision

## Produits dérivés

### Sorties en DVD et disque Blu-ray
Le coffret en DVD "Mystery Piñata" est disponible aux États-Unis depuis le 10 février 2015. Il contient l'épisode Pilote en bonus, et les épisodes 1, 2, 4, 5, 7, 11, 12, 15, 16, 18, 21 et 23.
Le coffret en DVD "Dust Buddies" est disponible aux États-Unis depuis le 15 septembre 2015. Il contient les épisodes 3, 6, 8, 10, 14, 17, 19, 20, 25, 26, 29, 29, 36.
Les DVD sont distribués par Warner Bros.